# Rinkenbergerhof
Der Rinkenbergerhof ist eine Häusergruppe im Norden Speyers, westlich der B 9. Ursprünglich eine kleine Gruppe von Bauernhöfen, sind dort eine Reihe weiterer Wohnhäuser, darunter Häuser für Waldarbeiter entstanden. 
In diesem Bereich befinden sich ein Gestüt, die Versuchsstation der Landwirtschaftliche Untersuchungs- und Forschungsanstalt Speyer, eine Einrichtung des Bezirksverbandes Pfalz, mit meteorologischer Station, ein Gasthaus und eine Kapelle, die Laurentiuskapelle, die zur Pfarrei St. Konrad (Speyer) gehört. Neben der Kapelle steht ein Sühnekreuz aus Sandstein von 1616, mit der ursprünglichen Inschrift Warzeig Des Lorentz Heisels, die heute noch teilweise erhalten ist.
Die LUFA Speyer ist auch Sitz des Verbandes deutscher landwirtschaftlicher Untersuchungs- und Forschungsanstalten.